# Thomas Reef
Thomas Reef är ett korallrev i Egypten. Det ligger i Tiransundet i guvernementet Sina al-Janubiyya, i den östra delen av landet, 400 km sydost om huvudstaden Kairo. Närmaste större samhälle är Sharm el-Sheikh, 15 km sydväst om Thomas Reef. 
Revet är en populär plats för sportdykning.